# Lamberg-Kapelle

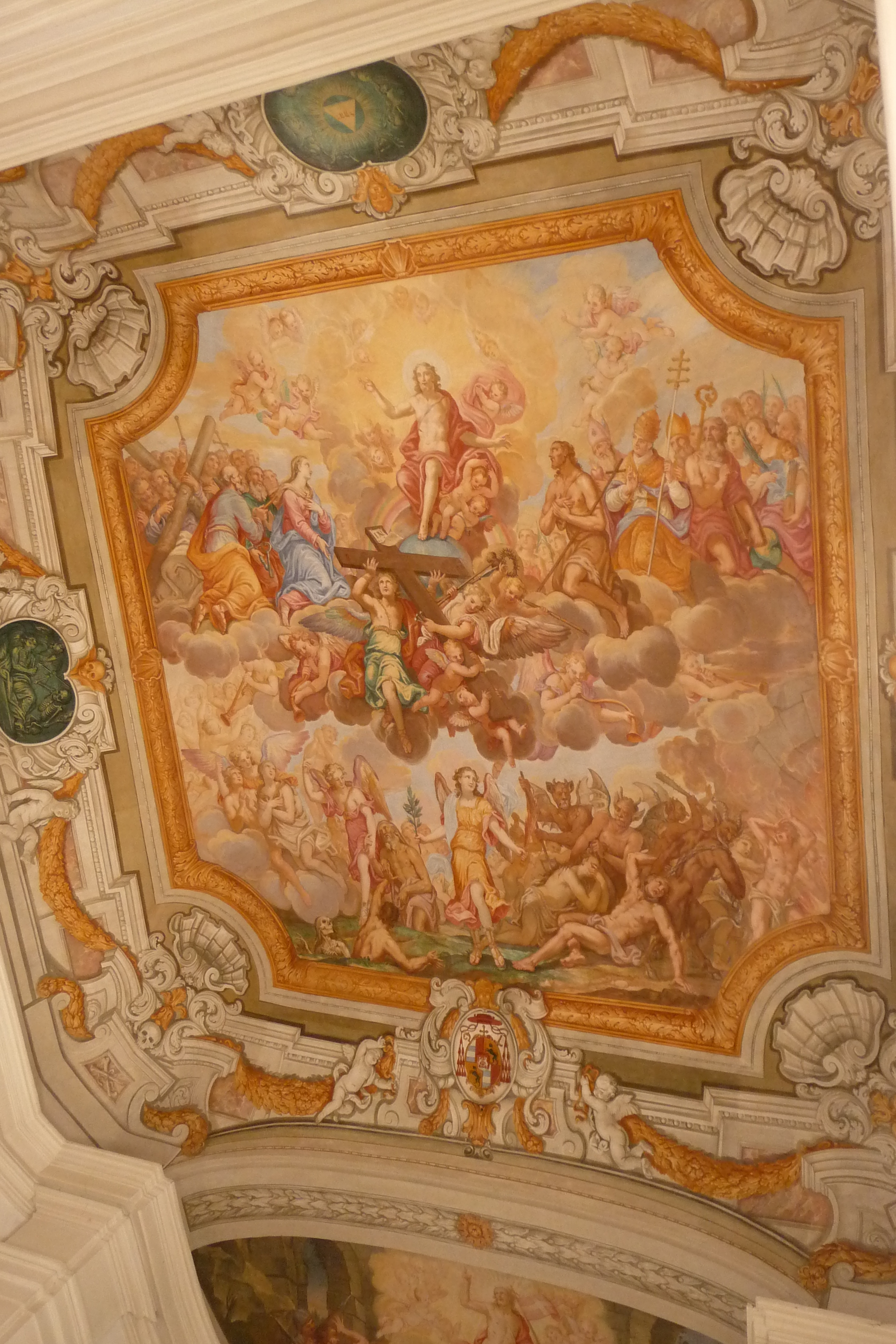
Das große Deckenfresko

Die Lamberg-Kapelle oder eigentlich Salvatorkapelle ist die jüngste der vier Kapellen im Hof des Doms St. Stephan in Passau und Mortuarium von Fürstbischof Kardinal Johann Philipp Graf von Lamberg (1689–1712).
Sie liegt an der Nordwestecke des Hofes nördlich neben der Trennbach-Kapelle. Der Neubau von 1710, ein Saalbau mit abgeschrägten Ecken, wurde durch Jakob Pawanger in den gotischen Domkreuzgang gesetzt, der 1812 abgebrochen wurde. Der Altar folgt einem Entwurf des Passauer Bildhauers Joseph Hartmann, das barocke Original ist nicht mehr vorhanden. Die Deckenfresken von Johann Paul Vogl haben die Letzten Dinge zum Thema. Sie zeigen über dem Altar die Auferstehung Christi und auf der Hauptfläche das Jüngste Gericht. Auf drei Kartuschen sind Tod, Teufel und Gott dargestellt. In der Kapelle befindet sich auch das ursprünglich für den Dom geschaffene Gemälde Mariä Himmelfahrt von Andreas Wolff.
Das Positiv in der Lamberg-Kapelle wurde von Johann Ignaz Egedacher 1737 für das Kloster Vornbach erbaut. 1954 wurde es nach Passau gebracht und dort von Orgelbau Eisenbarth restauriert.
In der Lamberg-Kapelle feiert die Passauer bulgarisch-orthodoxe Kirchengemeinde St. Anna ihre Gottesdienste. Am Karsamstag dient die Kapelle als Heiliges Grab, wo der Ritterorden vom Heiligen Grab zu Jerusalem Wache hält.